# Zaoziorny
Zaoziorni (del ruso: Заозёрный) es una ciudad del krai de Krasnoyarsk, en Rusia, centro administrativo del raión de Rybnoye. Está situada a orillas del río Barga, de la cuenca del río Yeniséi, y se encuentra a 109 km (192 km por carretera) al este de Krasnoyarsk, la capital del krai. Contaba con 11.304 habitantes en 2009.

## Historia
El nombre de la ciudad es un adjetivo que significa "más allá del lago" en referencia a un lago que se extiende al este de la ciudad. En agosto de 1776, fue creada la sloboda de Troitsko-Zaoziórnaya en un terreno perteneciente al monasterio Troitsko Turujanski. La principala actividad económica de la localidad en ese entonces era la explotación de una mina de mica. En 1934, accedió al estatus de asentamiento de tipo urbano y fue rebautizada como Zaoziorni para eliminar los motivos religiosos. Recibió el estatus de ciudad en 1948.
En la época de la Unión Soviética se construyeron varias fábricas en Zaoziorni, para la elaboración de componentes electrónicos, ladrillos, muebles, vestidos y productos alimentarios. Varias de ellas conocieron serias dificultades tras la disolución de la URSS. La crisis financiera de la ciudad estuvo detrás de la interrupción de la calefacción central urbana entre 2002 y 2006.
Zaoziorni se encuentra en el ferrocarril Transiberiano. La estación de Zaoziórnaya, en el kilómetro 4.263 desde Moscú, sirve así mismo a la ciudad cerrada de Zelenogorsk, de la que la separan 18 km.

## Demografía
| 1959   | 1970   | 1979   | 1989   | 2002   | 2008   |
| ------ | ------ | ------ | ------ | ------ | ------ |
| 34 700 | 27 200 | 15 800 | 15 714 | 12 476 | 11 359 |

## Economía y transporte
Las principales actividades económicas de la ciudad son la fabricación de muebles, la industria textil, la de los materiales de construcción y la alimentaria
El área entre Zaoziorni y Borodinó es rica en lignito que se explota mediante una mina a cielo abierto (Irsha-Borodinó de la cuenca de Kansk) y alimenta la estación térmica Krasnoyárskaya GRES-2)

## Galería

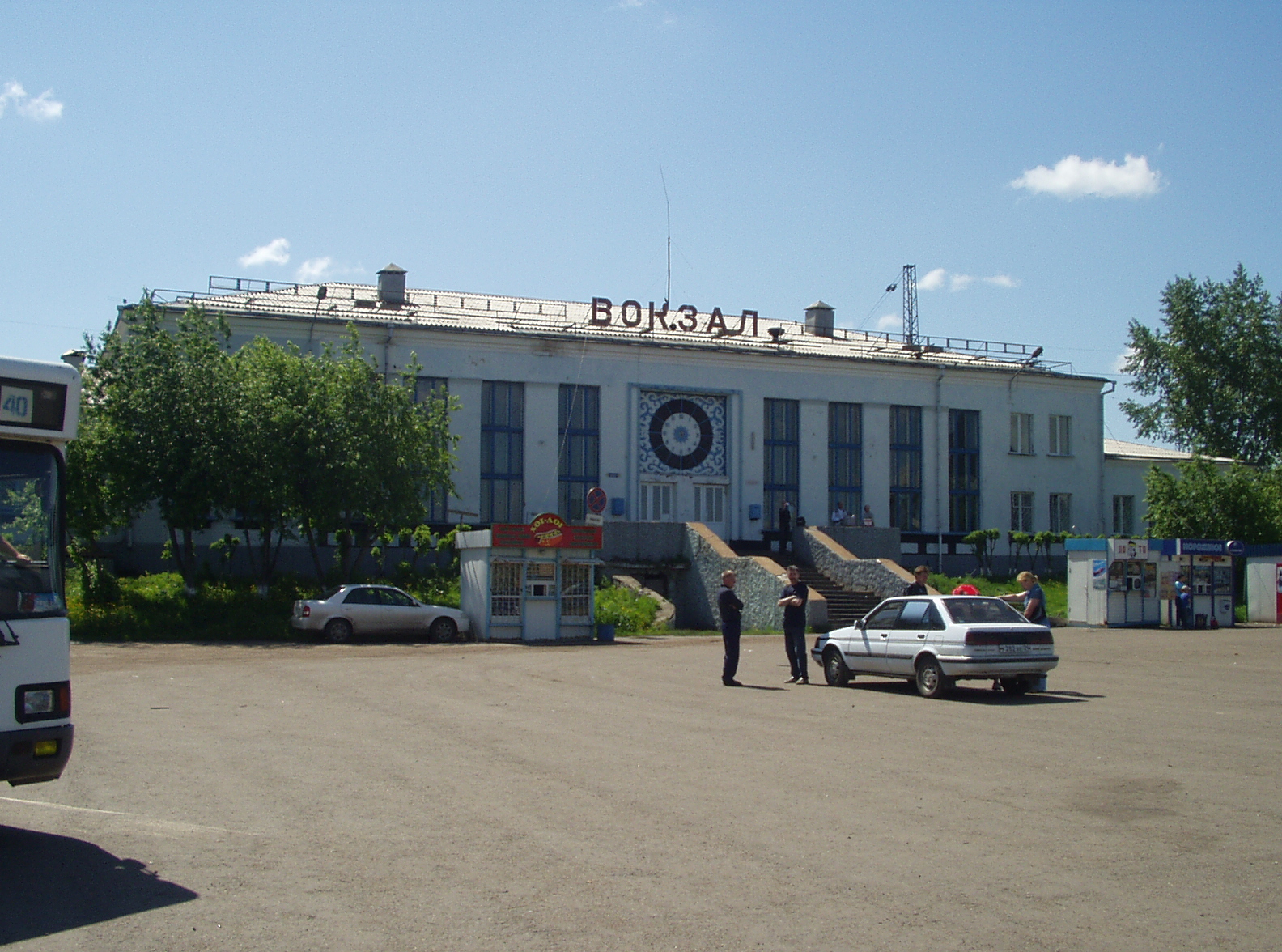
Estación de ferrocarril
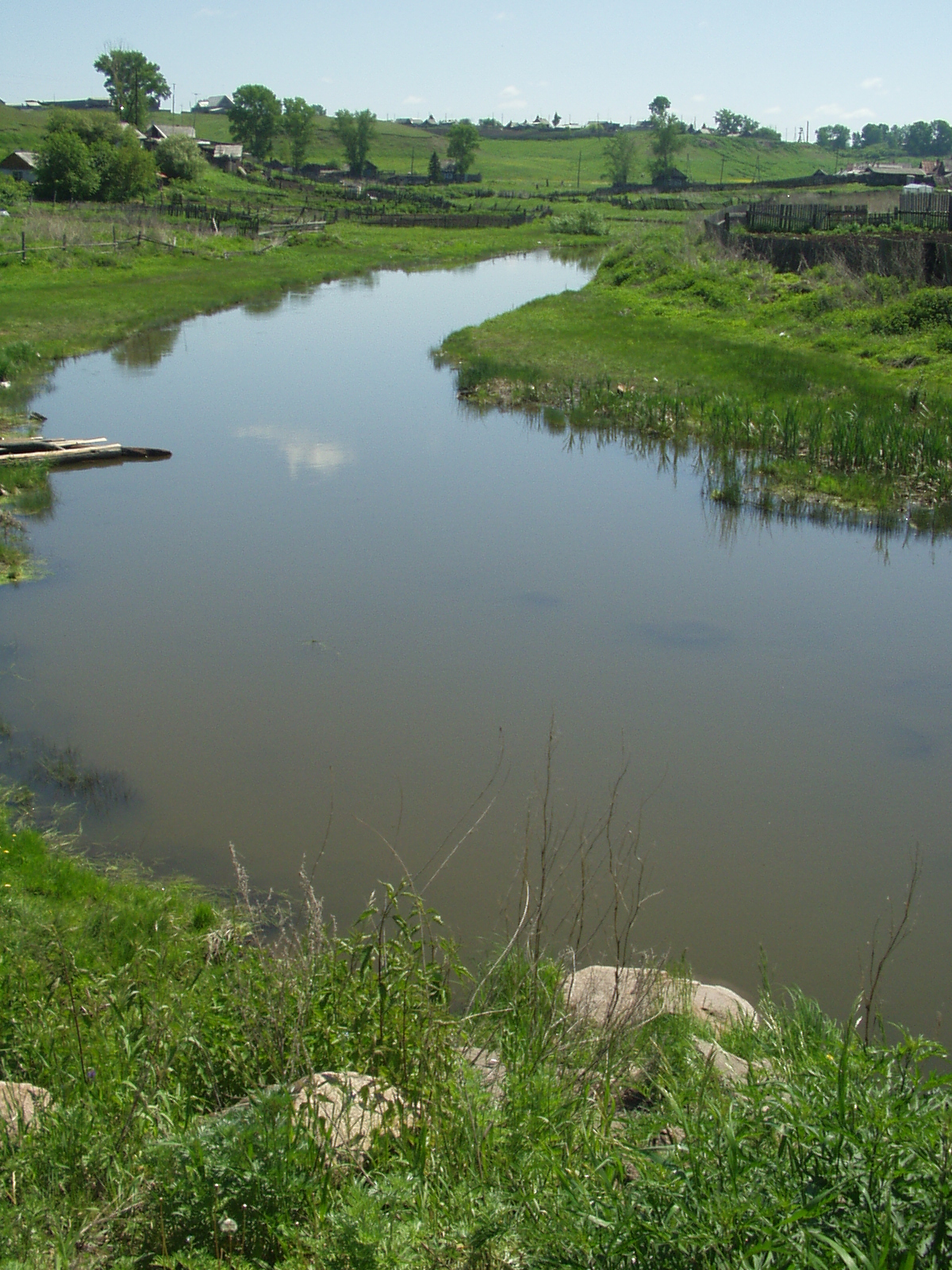
El río Barga a su paso por Zaoziorni
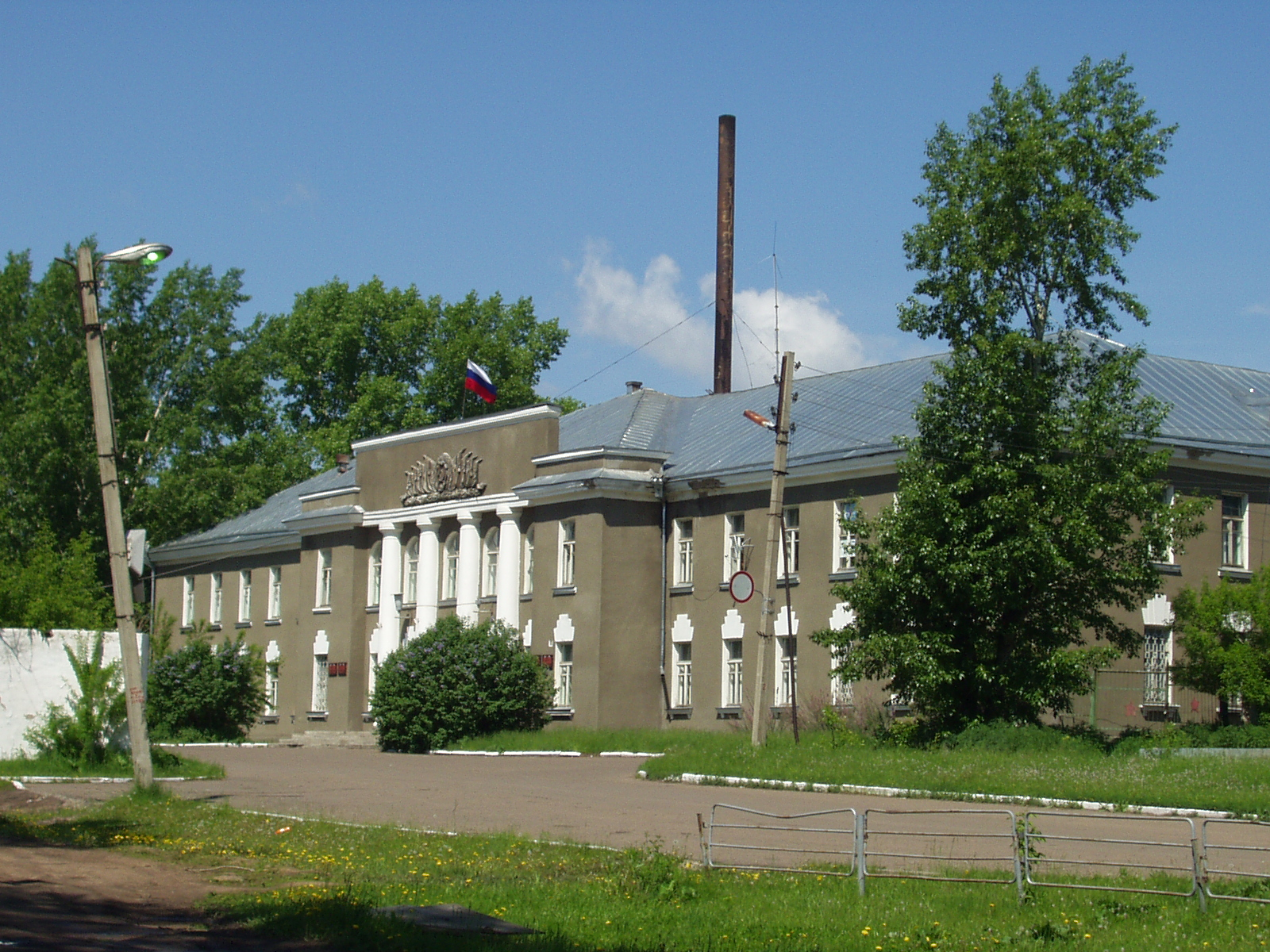
Ayuntamiento
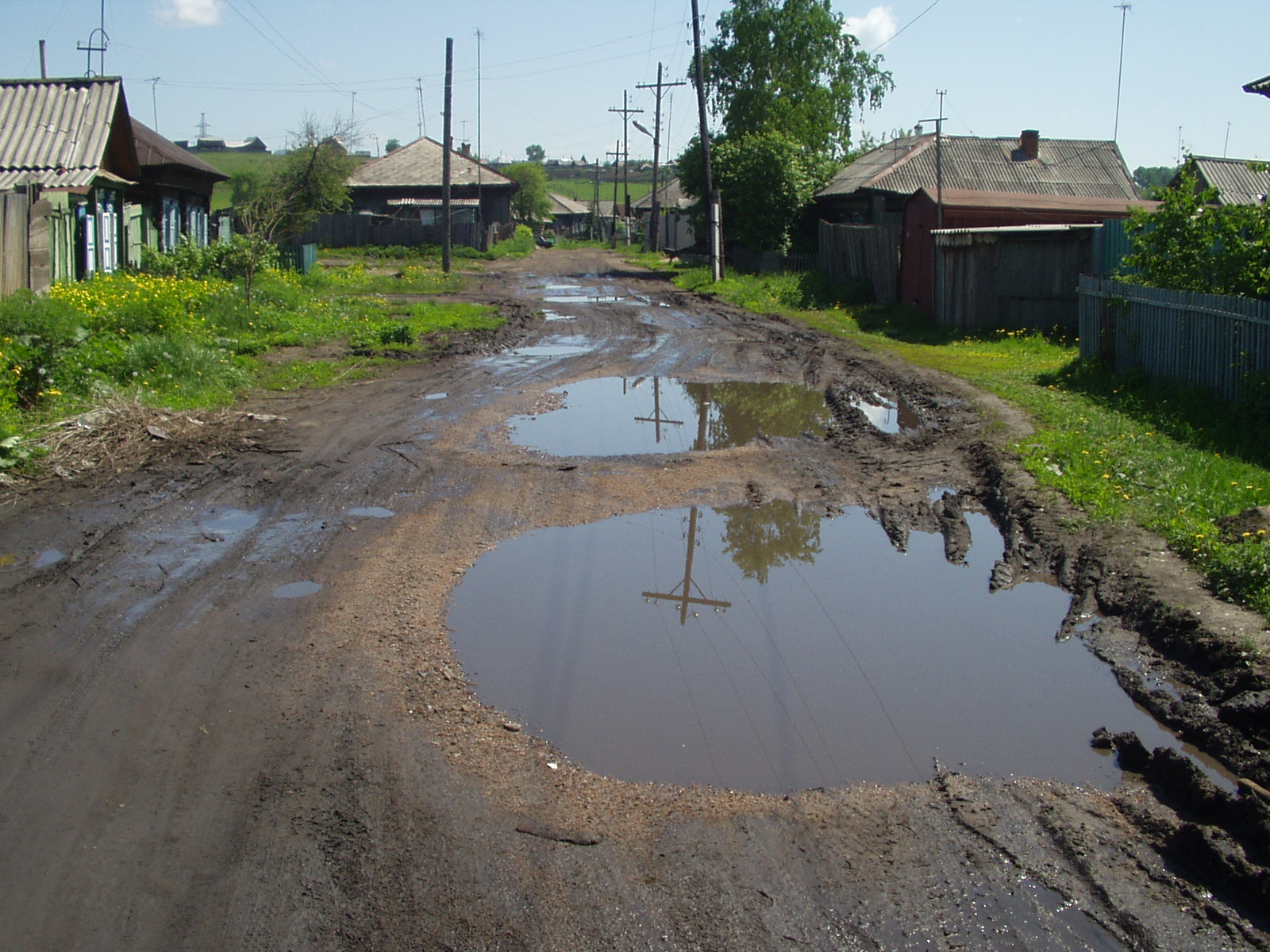
Parte vieja de la ciudad